# South Bruce Peninsula
South Bruce Peninsula är en kommun (town) i Kanada.   Den ligger i provinsen Ontario, i den sydöstra delen av landet, 400 km väster om huvudstaden Ottawa. South Bruce Peninsula ligger 206 meter över havet och antalet invånare är 8 413. Wiarton Airport ligger delvis i kommunen.